# Kia Concord
El Kia Concord o Capital es un automóvil de turismo del segmento D producido por el fabricante coreano Kia Motors desde el año 1987, Está basado en el Capella de 1982, y fue sustituido en 1995 por el Kia Clarus. Kia continuaría su línea de sedanes con el Kia Magentis de 2001, y posteriormente con el Kia Opirus.

## Galería

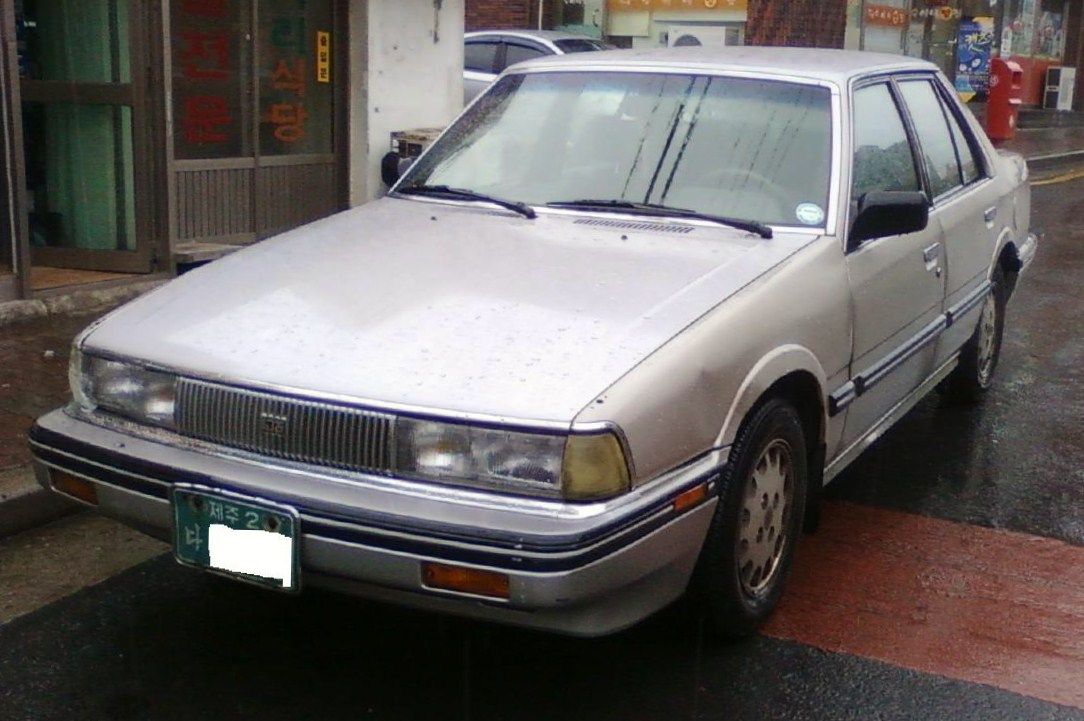
Vista delantera
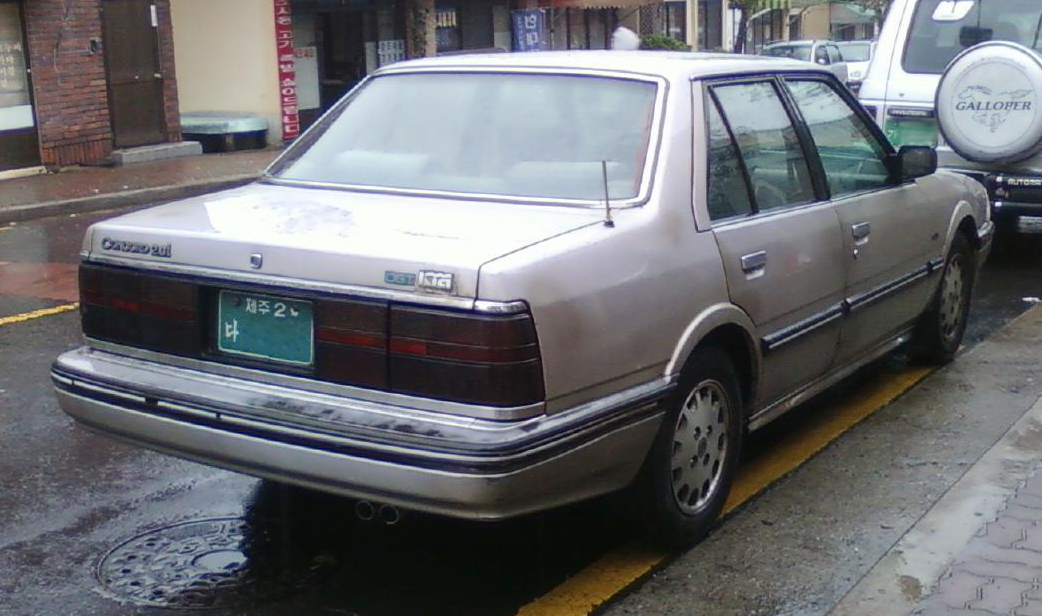
Vista trasera